# FIFA's præsidenter
En liste over verdensfodboldforbundet FIFA's præsidenter. FIFA har haft ni præsidenter (plus en midlertidig) siden dets oprettelse i 1904.
| Nummer      | Præsident | Præsident              | Født              | Død              | Tiltrådte | Fratrådte | Aktive år | Nationalitet     |
| ----------- | --------- | ---------------------- | ----------------- | ---------------- | --------- | --------- | --------- | ---------------- |
| 1           |           | Robert Guérin          | 1876              | 1952             | 1904      | 1906      | 2         | Frankrig         |
| 2           |           | Daniel Burley Woolfall | 15. juni 1852     | 24. oktober 1918 | 1906      | 1918      | 12        | England          |
| 3           |           | Jules Rimet            | 14. oktober 1873  | 16. oktober 1956 | 1921      | 1954      | 33        | Frankrig         |
| 4           |           | Rodolphe Seeldrayers   | 16. december 1876 | 7. oktober 1955  | 1954      | 1955      | 1         | Belgien          |
| 5           |           | Arthur Drewry          | 3. marts 1891     | 25. marts 1961   | 1955      | 1961      | 6         | England          |
| 6           |           | Stanley Rous           | 25. april 1895    | 18. juli 1986    | 1961      | 1974      | 13        | England          |
| 7           |           | João Havelange         | 8. maj 1916       | 16. August 2016  | 1974      | 1998      | 24        | Brasilien        |
| 8           |           | Sepp Blatter           | 10. marts 1936    | -                | 1998      | 2015      | 17        | Schweiz          |
| Midlertidig |           | Issa Hayatou           | 9. august 1946    | -                | 2015      | 2016      | 5 måneder | Cameroun         |
| 9           |           | Gianni Infantino       | 23. marts 1970    | -                | 2016      | Siddende  | -         | Schweiz/ Italien |